# Bluza

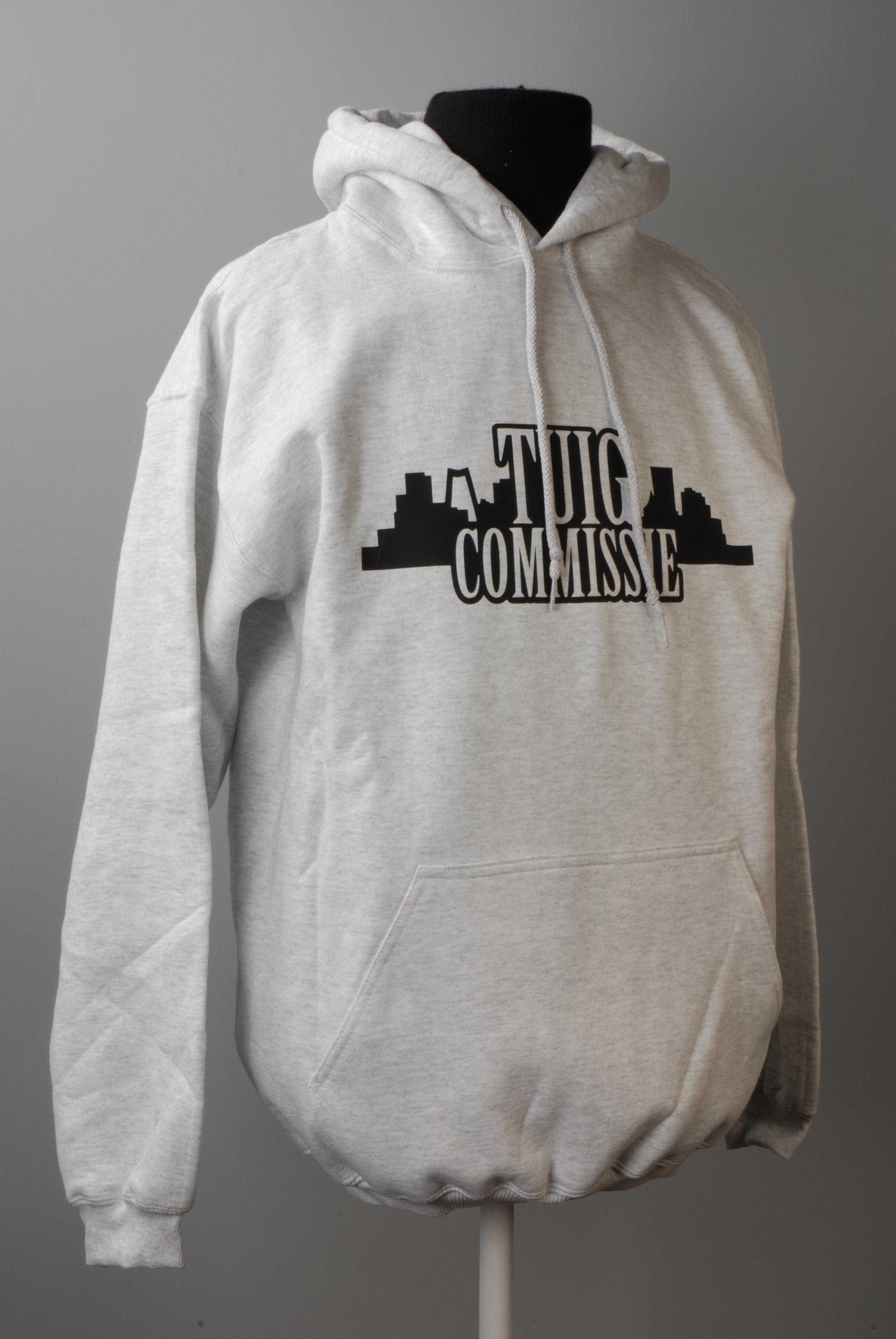
Bluza

Bluza – część garderoby okrywająca tułów i ręce, zazwyczaj o luźnym kroju i długości do bioder. Popularnie zakładana na koszulkę lub podkoszulkę.